# قاي فريزر
قاي فريزر (بالإنجليزية: Guy Frazier)‏ هو لاعب كرة قدم أمريكية أمريكي، ولد في 20 يوليو 1959 في ديترويت في الولايات المتحدة.

## وصلات خارجية
- قاي فريزر على موقع مرجع كرة القدم المحترفة.كوم (الإنجليزية)